# Rustam Ashurmatov
Rustamjon Elyorovich Ashurmatov (uzb. cyr.: Рустамжон Элёрович Ашурматов, ur. 7 lipca 1996 w Kokandzie) – uzbecki piłkarz grający na pozycji środkowego obrońcy w klubie Gangwon FC oraz reprezentacji Uzbekistanu.

## Kariera klubowa
Rustam Ashurmatov jest wychowankiem Bunyodkoru Taszkent. W klubie rozegrał mnóstwo spotkań w wielu sekcjach. W 2019 roku opuścił drużynę i przeniósł się do południowokoreańskiego Gwangju FC. W tym samym roku jego drużyna zajęła 1 miejsce w K League 2 (drugi poziom rozgrywkowy w Korei Południowej) i awansowała do K League 1. 19 stycznia 2019 roku podpisał kontrakt z Gangwon FC.

## Kariera reprezentacyjna
Ashurmatov występował w młodzieżowych sekcjach reprezentacji Uzbekistanu. W 2018 roku wywalczył z drużyną U-23 Puchar Azji U-23. W dorosłej kadrze Uzbekistanu zadebiutował 23 stycznia 2017 w towarzyskim meczu z Gruzją.